# Pinocchio (film, 1940)
Vous lisez un « article de qualité » labellisé en 2009.  Il fait partie d'un « thème de qualité ».
Pour les articles homonymes, voir Pinocchio (homonymie).
Série Classiques d'animation Disney
Blanche-Neige et les Sept Nains
(1937) Fantasia
(1940)
Pour plus de détails, voir Fiche technique et Distribution.
Pinocchio est le deuxième long-métrage d'animation et « Classique d'animation » des studios Disney. Sorti en 1940, il est inspiré du conte de Carlo Collodi, Les Aventures de Pinocchio (1881).
Avec ce nouveau long-métrage d'animation, Disney espérait renouveler le succès de Blanche-Neige et les Sept Nains (1937), mais la Seconde Guerre mondiale ne permit pas d'atteindre le résultat escompté. De plus, Walt Disney travaillait à la même époque sur un projet plus ambitieux, Fantasia (1940).
Le film constitue une prouesse significative dans les techniques d'animation, et il est souvent considéré comme le chef-d'œuvre ultime de Disney. Il comporte malgré tout une part beaucoup plus sombre que les autres classiques de Disney.

## Synopsis
Dans un petit village, un vieux sculpteur sur bois nommé Geppetto vit seul avec son chat Figaro et Cléo, un poisson rouge. Fabricant de jouets, il crée une marionnette qu'il baptise Pinocchio. Son souhait le plus cher, n'ayant pas d'enfant, est que cette marionnette devienne un vrai petit garçon. Durant la nuit, son vœu est réalisé par une bonne fée nommée la Fée bleue, qui donne vie à la marionnette. Celle-ci propose à Pinocchio un marché : il ne deviendra un vrai petit garçon qu'à la condition qu'il se montre digne de l'être. Jiminy Cricket, un grillon ayant trouvé refuge chez Geppetto pour y passer la nuit, se voit attribuer la tâche d'être la bonne conscience du pantin pour l'empêcher de mal agir. En récompense, il demande à être gratifié d'une médaille. Mais la tâche de Jiminy s'avère compliquée.

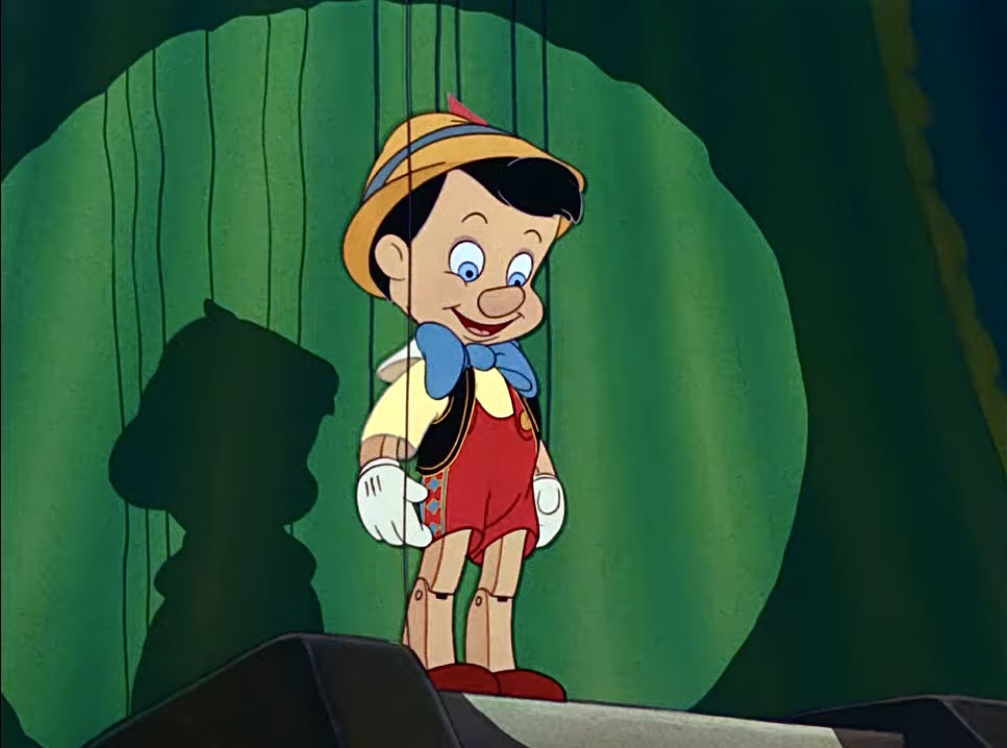
Scène du film

Dès son premier jour d'école, Pinocchio se fait aborder par deux escrocs, Grand Coquin le renard et Gédéon le chat. Ces derniers parviennent à l'entraîner chez Stromboli, un célèbre marionnettiste, lui faisant miroiter les plaisirs d'une vie d'artiste. Fasciné par cette marionnette vivante et comprenant rapidement le profit qu'il pourrait en tirer, Stromboli embauche Pinocchio pour son spectacle. Après un succès triomphal, le marionnettiste refuse de laisser le pantin rentrer chez lui, le considérant désormais comme sa propriété. Il l'enferme dans une cage en le menaçant d'en faire du « bon bois pour son feu » s'il se rebelle. Malgré ses efforts, Jiminy, qui n'a pas abandonné Pinocchio, ne parvient à débloquer la serrure de la cage. La Fée bleue apparaît alors et questionne Pinocchio sur sa situation. Honteux, ce dernier préfère mentir pour ne pas avouer son erreur, mais son nez grandit à chaque mensonge. Il reconnait alors qu'il a menti et qu'il a eu tort de ne pas aller à l'école. Indulgente, la Fée bleue libère Pinocchio, à l'insu de Stromboli qui ne se doutait de rien, l'avertissant toutefois que c'est la dernière fois qu'elle lui viendra en aide.
Au même moment, Gédéon et Grand Coquin sont à la Taverne du Homard Rouge, fêtant leurs exploits de la journée et se vantant de la misérable somme d'argent obtenue par la vente de Pinocchio. Un cocher leur propose alors un marché inquiétant : il s'agit de lui ramener, contre des pièces d'or, tous les enfants désobéissants du village afin qu'il les emmène sur l'Île aux plaisirs, un endroit fabuleux. Les deux escrocs sont terrifiés à la simple évocation de l'île, déclarée illégale par les autorités locales pour une raison quelconque, et craignent les conséquences possibles s'ils sont découverts, mais ils finissent par accepter d'être terrorisés par le cocher "démoniaque".
Dans leur recherche nocturne désespérée, les deux compères persuadent à nouveau Pinocchio, le seul enfant qu'ils peuvent trouver, de les suivre. Ils se dirigent donc vers la calèche qui attend au carrefour tout en chantant à haute voix une chanson sur l'île aux plaisirs pour manipuler à nouveau Pinocchio, sans se douter que les villageois pourraient les entendre dans leur maisons au milieu de la nuit. À bord de la calèche, Pinocchio rencontre Crapule, un jeune garçon turbulent, flegmatique et mal élevé, avec lequel il se lie d'amitié et qu'il décide de prendre pour modèle. Arrivé sur l'Île Enchantée, le petit garçon de bois prend plaisir à se battre, fumer, jouer au billard et vandaliser des objets, à la plus grande consternation de Jiminy. Mais bientôt, le grillon découvre la malédiction liée au lieu : les enfants dignes du bonnet d'âne se transforment en de vrais ânes qui sont ensuite vendus par le sinistre cocher dans des mines de sel ou des cirques. C'est ce qui arrive à Crapule, tandis que Pinocchio, se métamorphosant plus lentement car il n'est pas un vrai petit garçon, réussit à s'enfuir à temps alors que seules ses oreilles ont changé et qu'une queue d'âne lui a poussé.
Harassés, Pinocchio et Jiminy rejoignent la boutique de jouets de Geppetto. Ils découvrent la maison vide et une lettre rédigée de sa main, annonçant qu'il est parti en mer avec ses animaux à la recherche de son fils après avoir découvert qu'il avait été emmené sur l'île. Malheureusement, l'embarcation et son équipage ont été avalés par Monstro, une redoutable baleine. Afin de retrouver Geppetto, Pinocchio et Jiminy partent sur l'océan et ne tardent pas à être confrontés à la baleine qui ne fait qu'une bouchée d'eux.
À l'intérieur du ventre de la baleine, Pinocchio retrouve Geppetto et ses compagnons sur ce qui reste d'un vieux bateau. Afin de sortir de là, Pinocchio a l'idée de faire brûler du bois pour obliger Monstro à éternuer. L'idée fonctionne, mais enrage la baleine qui les poursuit et détruit leur radeau. Geppetto, ne sachant pas nager, demande à Pinocchio de rejoindre le rivage sans lui. Le pantin refuse et tente héroïquement de protéger son créateur en l'entraînant vers la plage. Dans sa fureur, la baleine percute un rocher, créant une vague gigantesque qui dépose Geppetto et ses animaux sur la plage sains et saufs mais pas Pinocchio, qui gît inerte sur le sable.
Endeuillés, Geppetto, Jiminy, Cléo et Figaro rentrent chez eux avec le corps de Pinocchio. Alors qu'ils veillent sa dépouille, la Fée bleue apparaît et déclare que, pour avoir sauvé la vie de son père en donnant la sienne, Pinocchio a prouvé qu'il méritait d'être un vrai petit garçon. Elle le ramène à la vie et le transforme en garçon de chair et de sang. Tout le monde fête joyeusement cette seconde naissance. Quant à Jiminy, il reçoit sa médaille de conscience officielle de Pinocchio.

## Fiche technique
- Titre original : Pinocchio
- Titre français : La Merveilleuse Aventure de Pinocchio (1946) puis Pinocchio
- Autres titres : voir ci-dessous.
- Réalisation : Hamilton Luske et Ben Sharpsteen, assistés de Norman Ferguson, T. Hee, Wilfred Jackson, Bill Roberts et Jack Kinney (responsables de séquences)
- Scénario : Aurelius Battaglia, William Cottrell, Otto Englander, Erdman Penner, Joseph Sabo, Ted Sears et Webb Smith d'après le roman Les Aventures de Pinocchio de Carlo Collodi
- Conception graphique :
  - Direction artistique : Charles Philippi, Hugh Hennesy, Kenneth Anderson, Dick Kelsey, Kendall O'Connor, Terrell Stapp, Thor Putnam, John Hubley, McLaren Stewart et Al Zinnen
  - Décors : Claude Coats, Merle Cox, Ed Starr et Ray Huffine
  - Conception des personnages : Joe Grant, Albert Hurter, John P. Miller, Campbell Grant, Martin Provensen et John Walbridge
- Animation :
  - Supervision de l'animation : Arthur Babbitt, Fred Moore, Milt Kahl, Ward Kimball, Eric Larson, Frank Thomas, Vladimir Tytla et Wolfgang Reitherman
  - Animateurs : Jack Campbell, Ollie Johnston, Berny Wolf, Don Towsley, Don Lusk, John Lounsbery, Norman Tate, John Bradbury, Lynn Karp, Charles Nichols, Art Palmer, Joshua Meador, Don Tobin, Robert Martsch, George Rowley, John McManus, Don Patterson, Preston Blair, Les Clark, Marvin Woodward, Hugh Fraser et John Elliotte
- Son : Robert O. Cook (supervision)
- Effets spéciaux : Ub Iwerks
- Musique : Leigh Harline, Paul J. Smith (musique) et Ned Washington (paroles)[2]
- Producteur : Walt Disney
- Société de production : Walt Disney Productions
- Société de distribution : RKO Radio Pictures
- Budget : 2,5 ou 2,6 millions USD[3],[4]
- Pays d'origine :  États-Unis
- Langue originale : anglais
- Format[5] : Couleurs (Technicolor) - 1,37:1 - 35 mm - Son mono (RCA Sound Recording)
- Durée : 88 minutes
- Dates de sortie[6] :
  - États-Unis : 7 février 1940 ;
  - Canada : 10 octobre 1941 ;
  - France : 22 mai 1946 ;
  - Belgique : 13 juin 1946

Pour les autres pays, voir ci-dessous.
Sauf mention contraire, les informations proviennent des sources concordantes suivantes : Leonard Maltin, Pierre Lambert, et John Grant
- Affiche : Bernard Lancy (France)

## Distribution

### Voix originales
- Cliff Edwards : Jiminy Cricket
- Dickie Jones : Pinocchio
- Christian Rub : Geppetto
- Mel Blanc : Figaro / Cleo / Gideon (Gédéon)
- Walter Catlett : Honest John (Grand Coquin)
- Charles Judels : Stromboli / Coachman (Le Cocher)
- Evelyn Venable : Blue Fairy (La Fée Bleue)
- Frankie Darro : Lampwick (Crapule)
- Don Brodie : Carnival Barker (Aboyeur)

Sources : Leonard Maltin, Pierre Lambert, et John Grant.

### Voix françaises

#### Premier doublage (1946)
- Camille Guérini : Jiminy Cricket
- Renée Dandry : Pinocchio[12]
- René Génin : Geppetto
- Jean Davy : Grand Coquin
- Fernand Rauzena : Stromboli
- Marcel Raine : Le Cocher
- Simone Gerbier : la Fée Bleue
- Jean Daurand : Lampwick
- Zappy Max : l'Aboyeur
- Lita Recio : la poupée russe
- Linette Lemercier : Alexandre, un petit garçon changé en âne
- Jean Lumière : Chanteur générique (redoublage partiel enregistré dans les années 50)

Doublage français réalisé aux studios CTM pour RKO ; direction artistique : André Norévo, assisté de Daniel Gilbert ; direction musicale : Georges van Parys : dialogues et lyrics : Louis Sauvat
Note : Les chœurs du générique sont conservés en version originale.
Sources : Les Grands Classiques et Dans l'ombre des studios.

#### Second doublage (1975)
- Roger Carel : Jiminy Grillon
- Mark Lesser : Pinocchio
- Bernadette Lompret : Pinocchio (chant) / Alexandre
- Teddy Bilis : Geppetto
- Michel Roux : Grand Coquin
- Pierre Garin : Stromboli
- Pierre Collet : le Cocher
- Évelyn Séléna : la Fée bleue
- Jean-François Vlérick : Crapule
- Francis Lax et Henri Labussière : les aboyeurs
- Lucie Dolène : la poupée hollandaise / la poupée française → la poupée french cancan
- Janine de Waleyne : la poupée russe
- Olivier Constantin : chanteur générique

Doublage français réalisé par la Société parisienne de sonorisation (SPS) ; direction artistique : Jean-Pierre Dorat ; direction musicale : Georges Tzipine ; dialogues et lyrics : Louis Sauvat
Note : Ce second doublage, réalisé en 1975, a été retouché à trois reprises en 1995, 2003 et 2009 sur quelques phrases.
Sources : Pierre Lambert, Les Grands Classiques et Dans l'ombre des studios.

## Distinctions

### Récompenses
- Oscars 1941 :
  - Meilleure chanson originale pour When you Wish Upon a Star
  - Meilleure partition originale pour Leigh Harline, Paul J. Smith et Ned Washington
- ASCAP Film and Television Music Awards 1989 : Most Performed Feature Film Standards pour When you Wish Upon a Star
- 1994 : Entrée dans le National Film Registry

## Sorties cinéma
Sauf mention contraire, les informations suivantes sont issues de l'Internet Movie Database.

### Premières nationales
- États-Unis : 7 février 1940 (Première mondiale au Center Theatre de New York[16]), 9 février 1940 (sortie nationale)
- Brésil : 26 février 1940
- Argentine : 13 mars 1940
- Royaume-Uni : 21 mai 1940
- Australie : 24 octobre 1940
- Suède : 3 février 1941
- Canada : 10 octobre 1941
- Érythrée : 3 décembre 1941
- Chili : 12 février 1942
- Suisse : 13 mai 1942
- Égypte : 12 novembre 1942
- Finlande : 31 janvier 1943
- Espagne : 7 février 1944
- France : 22 mai 1946
- Belgique, Pays-Bas : 13 juin 1946
- Norvège : 5 septembre 1946
- Hong Kong : 19 décembre 1946
- Italie : 5 novembre 1947
- Danemark : 25 mai 1950
- Allemagne de l'Ouest : 23 mars 1951
- Autriche : 1er avril 1952
- Japon : 17 mai 1952
- Philippines : 7 octobre 1952
- Corée du Sud : 14 mai 1954
- Pologne : avril 1962[17]
- Liban : 25 mars 1967
- Arabie saoudite : 13 mars 1971
- Salvador : 17 août 1976
- Irak : 14 décembre 1976
- Koweït : 6 octobre 1985

### Ressorties principales
- États-Unis : 17 octobre 1945 ; 18 février 1954 ; 18 janvier 1962 ; 7 juillet 1971 ; 16 décembre 1978 ; 21 décembre 1984 ; 26 juin 1992
- Suède : 16 octobre 1954 ; 25 avril 1968 ; 27 mai 1978
- Finlande : 21 décembre 1956 ; 30 août 1968 ; 24 mars 1978
- Japon : 15 décembre 1958 ; 13 mars 1971 ; 23 juillet 1983
- Italie : 13 décembre 1963 ; 15 avril 1977 ; 6 avril 1984
- Danemark : 26 décembre 1963
- France[18] : juillet 1954, décembre 1963, 10 décembre 1975, avril 1983
- Allemagne de l'ouest : 16 juin 1978
- Royaume-Uni : 18 juillet 1986
- Allemagne : 1er septembre 1994

## Sorties vidéo

Logo de l'édition, 2009

- Juillet 1985 : VHS, deuxième doublage (Québec et États-Unis)
- 26 mars 1993 : VHS, version restaurée avec deuxième doublage (Québec et États-Unis)
- 5 avril 1995 : VHS et LaserDisc, version restaurée avec deuxième doublage (France)
- 26 octobre 1999 : VHS avec musique numérique et deuxième doublage (Québec)
- 12 avril 2000 : DVD, édition 60e anniversaire (France)
- 2001 : VHS, édition 60e anniversaire (France)
- 25 avril 2003 : VHS et DVD avec restauration numérique (France) incluant Pluto et Figaro
- 11 mars 2009 et 26 octobre 2011 : Double DVD Collector et Double Blu-Ray avec nouvelle restauration et HD pour le Blu-Ray, édition 70e anniversaire (France)
- 9 février 2017 : Blu-Ray (Québec et États-Unis)
- 28 octobre 2020 : DVD simple (France)

Source : Les Grands Classiques de Walt Disney

## Origines et production

### Sources et premières adaptations
| - Carlo Collodi - Florence (1826-1890) - Pinocchio par Enrico Mazzanti (Florence, 1883) |

Carlo Collodi, journaliste et éducateur italien commence en 1881 l'écriture d'un feuilleton nommé Les Aventures de Pinocchio (Le avventure di Pinocchio) publié dans le Giornale per i bambini (Journal des enfants) et édité en livre dès 1883. La première traduction anglaise parait aux États-Unis en 1892. Comme le constate Jacqueline Rose, à l'instar de Peter Pan de J. M. Barrie, l'histoire originale est rapidement altérée par les adaptations, ce que confirment R. Wunderlich & P. Morrisey dans The Desecration of Pinocchio in the United States, une publication de la conférence annuelle de la Children's Literature Association de 1981,. Ainsi, dès 1904, la romancière Emily Gray publie une traduction « révisée » du texte de Collodi. D'autres adaptations suivent rapidement, littéraires ou cinématographiques.
L'histoire de Pinocchio avait déjà été adaptée en long métrage d'animation en 1936 en Italie sous le titre Le Avventure di Pinocchio. Une version théâtrale de Yasha Frank avait également été présentée dès juin 1937 à Los Angeles, bien que le texte n'ait été publié qu'en avril 1939. Dans cette adaptation, Pinocchio devient un innocent incapable de réaliser le moindre méfait.
L'idée d'utiliser le conte de Collodi pour réaliser un long métrage d'animation semble avoir été suggérée à Disney, au contraire de Blanche-Neige. Dans une lettre du 8 avril 1935 à Walt Disney, Mme K. Evers, une amie de la famille, suggère l'utilisation de l'histoire de Pinocchio comme film, mais pas encore un long métrage. Le 4 juillet de la même année, le journaliste et auteur italien Joseph-Marie Lo Duca se réjouit, dans une lettre aussi adressée à Disney, à l'idée d'une adaptation en film d'animation du conte de Pinocchio. Disney rencontre Luca durant l'été 1935 à l'occasion d'un voyage en Europe pour récupérer des sources d'inspiration pour ses films dont Blanche-Neige.
Afin de réaliser son adaptation du conte de Collodi, Disney s'est procuré plusieurs versions et traductions de l'œuvre et a même demandé à l'une des employées du service des histoires, Bianca Majolie, de réaliser sa propre traduction,.

### Pré-production
Le projet du film est relancé début 1937, lorsque Norman Ferguson parle — à nouveau — de l'œuvre à Walt Disney qui s'enthousiasme. Le travail débute par des esquisses de Gustaf Tenggren et Albert Hurter. Christopher Finch note que durant cette période, Franklin Thomas, Milt Kahl et Ollie Johnston ont été assignés à l'animation de Pinocchio, réalisant environ 150 pieds (45,72 m) d'animation sur la voix de Ted Sears.
Dans Blanche-Neige et les Sept Nains (1937) ou les Silly Symphonies, Walt Disney et ses collaborateurs avaient déjà adapté des contes européens, que ce soit des frères Grimm ou de Charles Perrault, mais ils ont souvent dû étirer et étoffer le scénario original. Pour Jerry Beck, le plus gros défi du film n'est pas technique mais bien scénaristique, car il a fallu aux studios Disney conserver l'esprit de l'histoire originale comprenant pourtant un antihéros irascible, un grand nombre de méchants et très peu de moments joyeux ou comiques.
De fait, l'élaboration du scénario n'est pas aisée : à la suite de l'évolution psychologique et graphique des personnages, cinq mois d'animation sont abandonnés et le scénario repris à zéro, alors que le budget atteint déjà les 500 000 USD. Le New York Times aurait publié un article le 12 juin 1938, évoquant le chiffre de 2 300 pieds (701,04 m) de film jetés soit environ cinq mois à cause de la décision de Walt. Steven Watts évoque une période de six mois avant la mise en pause du projet, sans donner de date de reprise. Girveau et Bob Thomas évoquent aussi une période de six mois de travail, comprenant la conception des personnages, des storyboards et des premières animations, stoppée par Walt Disney qui estime que « cela ne marche pas », en raison du « manque de personnages attendrissants qui avaient fait de Blanche-Neige un succès immédiat »,.
Un mémo interne du 9 juin 1937 demande aux artistes d'aller voir la pièce de Yasha Frank. Après avoir vu cette nouvelle approche, Disney demande à son équipe de repartir sur de nouvelles bases de travail. Mais en raison du travail nécessaire à la finalisation de Blanche-Neige prévu pour Noël 1937, la première réunion pour définir l'histoire de Pinocchio est datée du 24 mars 1938, Girveau indique ce même mois pour le début de la production. La version de Disney, à l'instar de la pièce de Frank, s'oriente vers la morale parentale du XXe siècle.

### Aspect graphique
| - La Forge de Gerlach à Rothenburg ob der Tauber. - La Perisphere de l'Exposition universelle de New York 1939-1940. |

Pour Christopher Finch, les deux artistes ayant le plus influencé le film sont Gustaf Tenggren et Albert Hurter, tous deux déjà à l'œuvre sur Blanche-Neige et les Sept Nains,.
L'illustrateur suédois Gustaf Tenggren a eu la tâche de donner au film un aspect européen en esquissant les décors,. Pour Finch, son influence se retrouve dans l'aspect général du film, Allan précise dans l'atmosphère sombre typique de l'Europe du Nord. Tenggren a réalisé entre autres les esquisses du ventre de Monstro, de l'apparition de la Fée bleue et surtout l'intérieur de l'atelier de Geppetto puisant alors dans ses souvenirs d'enfance passés dans la maison de son grand-père, sculpteur sur bois.
Si l'histoire est censée se dérouler en Italie, le village de Pinocchio, situé au pied des montagnes et dont l'architecture privilégie le bois, est bien plus proche de la Bavière — probablement le Tyrol méridional — sans doute à cause des origines de Tenggren. Robin Allan note les similitudes avec la ville de Rothenburg ob der Tauber, entre autres le chemin de garde et la Galgengasse, la maison de Stromboli rappelant, elle, la Forge de Gerlach. Tenggren a lui-même été influencé par des artistes comme Arthur Rackham, Edmond Dulac, John Bauer et des peintres académiques. Bruno Girveau indique que les Anglais Arthur Rackham et Walter Crane en 1899 et le Suédois John Bauer en juillet 1902 ont réalisé des aquarelles de Rothenburg dont des reproductions font partie des archives Disney.
Pour Allan, les perspectives amplifiées des scènes de rues sont des réminiscences des perspectives angulaires des œuvres du peintre Thomas Hart Benton tandis que le rendu affûté des détails rappelle les paysages de Grant Wood. Nombre des travaux préparatoires de Tenggren, esquisses ou temperas sont dans des collections privées ou n'ont pas survécu mais des décors peints et des études pour maquettes ont été conservés par les archives Disney.
Le suisse Albert Hurter, qui avait déjà travaillé à l'aspect européen de Blanche-Neige, a également participé à Pinocchio ; malheureusement la plupart de ses esquisses ont disparu même si, selon John Russel Taylor, son influence est visible dans « l'aspect gothique et grotesque emprunté aux livres d'illustrations européens ». La majeure partie de son travail a consisté en la création des éléments de décor, boîtes à musique, horloges et jouets en bois, dont l'influence suisse-allemande est soulignée par Allan. Grant indique que durant la production, Hurter produisait entre 50 et 100 esquisses par jour dans le seul but de « fournir des idées ». Pour Finch, l'influence de Hurter est visible dans les décors « marqués d'une profusion de détails qui peuplent les décors de presque toutes les scènes » ainsi que la conception des personnages.
En dehors de ces deux artistes, l'aspect graphique du film doit beaucoup à l'équipe chargée du layout (ou cadrage), dirigée par Charles Philippi et Hugh Hennesy, qui a « porté leur art à de nouvelles hauteurs d'inventivité », et en particulier l'importante contribution de Ken Anderson. Pour les décors, les artistes ont utilisé des peintures à pigments opaques et non plus les aquarelles classiques à l'aspect transparent comme pour Blanche-Neige.
Disney a toutefois introduit nombre d'éléments inspirés de la culture américaine. Les décorateurs se sont inspirés pour la forme de la salle de billard dans l'Île aux plaisirs (une boule 8 avec une queue de billard posée à côté) des édifices Trylon et Perisphere, emblèmes de l'Exposition universelle de New York 1939-1940. La forme et le contenu du spectacle de Stromboli fait référence au style vaudeville : Pinocchio danse avec des marionnettes d'autres cultures comme une néerlandaise, une française (et sa troupe de cancaneuses) puis une russe. Une poupée traditionnelle supplémentaire était prévue dans le film : celle d'un danseur babinga de l'Oubangui, mais elle fut supprimée avant la sortie du film en raison du déclin de l'intérêt du public américain pour cette culture. Le numéro de Jiminy dans Sifflez vite, vite ! est composé d'un exercice de funambule, d'un passage de scie musicale et d'une parade.

### Département des maquettes

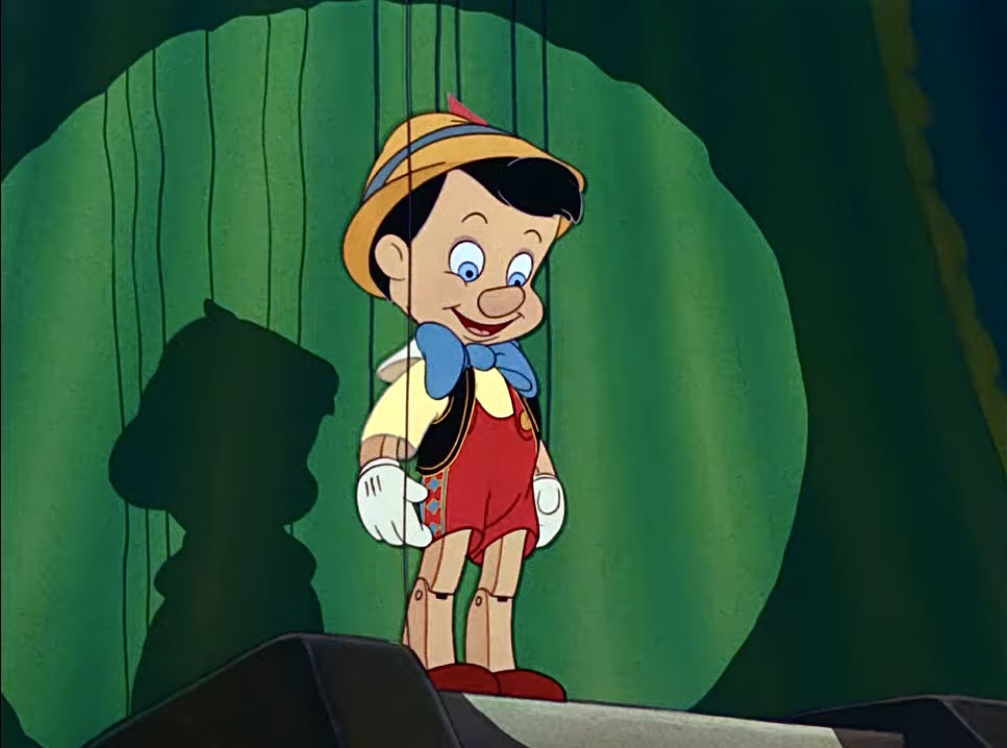
Image extraite du film d'animation de Walt Disney Pinocchio datant de 1940.

Pantin articulé de référence pour Pinocchio, présenté à l'expo D23 en 2011

Afin de choisir l'aspect final du personnage de Pinocchio, Walt Disney demanda l'assistance de Joe Grant, modéliste-maquettiste du studio. Le journal Hollywood Reporter annonce le 20 mai 1938, la création d'un nouveau département pour la conception et la fabrication de maquettes de personnages. Grant, aidé de Jack Miller et de l'ingénieur-marionnettiste Bob Jones ont conçu des figurines en volume des personnages et des décors, une première pour un film Disney. Pour Allan, elles furent réalisées seulement par Bob Jones.
Ces maquettes sont de toutes tailles, allant des modèles réduits des personnages jusqu'à des répliques fonctionnelles des jouets et horloges. À l'automne 1938, l'équipe s'est agrandie avec le sculpteur Charles Cristodora, de l'ingénieur Ted Kline et d'une équipe de peintres sous la direction d'Helen Nerbovig McIntosh. Le premier réalisait des épreuves en terres à modeler qui servaient au second pour faire un moule et une quinzaine de reproductions en plâtre qui étaient ensuite polies, enduites et peintes pour l'équipe de la troisième.
Bob Jones réalisa en plus de ces figurines, 175 marionnettes réelles tout au long de l'élaboration du personnage de Pinocchio.

### Personnages

#### Pinocchio

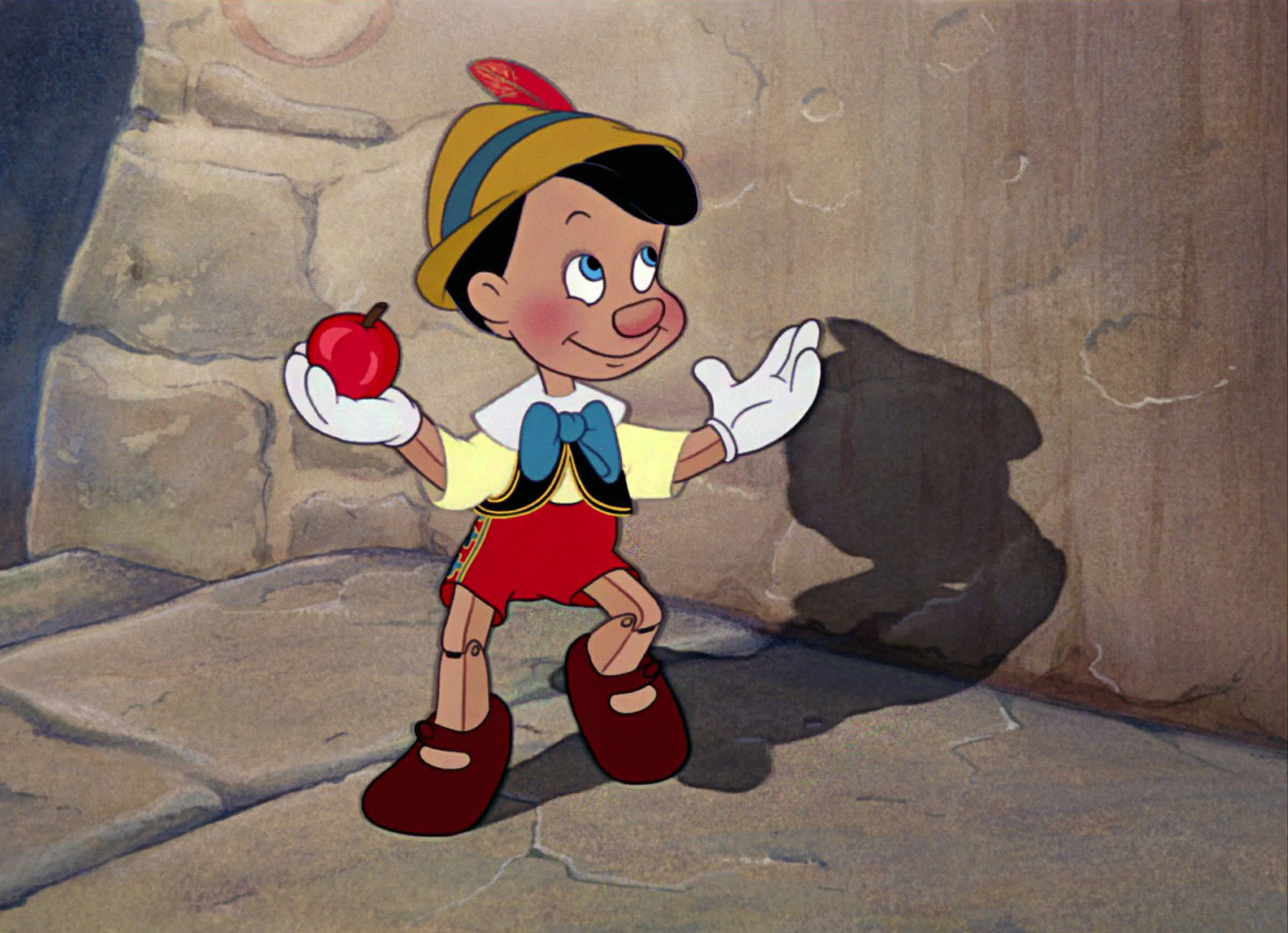

Pour son personnage principal, Collodi a choisi une marionnette, héritière de la tradition italienne et de la Commedia dell'arte. Les premières esquisses de Pinocchio réalisées par Albert Hurter avaient pour base les illustrations de Carlo Chiostri et Attilio Mussimo pour l'Arlequin de la commedia dell'arte, dont on peut avoir un aperçu avec l'Esprit de la bougie de la Silly Symphony, Moth and the Flame (1938).
Une partie de l'animation avait débuté sur cette version clownesque de Pinocchio. Frank Thomas et Ollie Johnston, deux des Neuf Sages de Disney, précisent que le personnage avait des mains en bois d'un seul tenant, un chapeau bas avec une plume — proche de celui de Peter Pan — et une personnalité prétentieuse. David Koenig compare cette version à la marionnette Charlie McCarthy du ventriloque Edgar Bergen, présente dans Coquin de printemps (1947). Bob Thomas ajoute que la marionnette était « animée avec des mouvements simples, presque automatisés, et [que] son visage manquait d'expression. Sans conscience, il faisait le mal en totale innocence ».
Mais au bout de quelques mois, Walt Disney, insatisfait de cette apparence trop « en bois », opta pour une version plus humaine du personnage,. Girveau indique que Frank Thomas avait à sa charge les expressions du visage, Fred Moore ajoutait de l'ingénuité à la marionnette, lui conférait des proportions humaines et lui donna des gants similaires à ceux de Mickey Mouse afin de dissimuler les mains de bois tandis que Milt Kahl s'inspirait des mouvements d'un véritable enfant pour réduire les reproches de Walt Disney en estompant l'aspect trop en bois.
Allan déclare que le choix porta sur une version plus enfantine de la marionnette, épaulée par un grillon, obligeant les équipes de production à repartir à zéro. Avec des mots proches, Thomas indique que « le personnage est redessiné pour le rendre plus rond, plus proche d'un véritable enfant » et du fait qu'il « soit une personne vierge, il devait être entouré par des figures vivantes et flamboyantes, la plus importante invention étant Jiminy Cricket ».
Cette métamorphose est résumée par Russel Merrit ainsi : « En élargissant et adoucissant les mèches de Pinocchio, en élargissant et gonflant les joues, le clown-lutin s'est transformé en un enfant timide et aux yeux grands ouverts. » Pinocchio se voit aussi affublé d'un épi dans les cheveux, signe pour Allan d'américanisme rappelant les « héros ruraux comme Tom Sawyer, Will Rogers ou Elvis Presley ». Le personnage possède aussi des traits liés aux cartoons comme les trois doigts, les grands yeux, la large bouche et les fossettes rappelant Mickey Mouse. Ces caractéristiques ont permis avant tout aux artistes de Disney de résoudre certaines difficultés liées à l'impassibilité du bois dont est fait le personnage original et, au besoin, de lui donner vie. Malgré ces éléments, l'aspect principal de Pinocchio reste plus proche — tout comme le décor — de l'univers du Tyrol autrichien que des créations italiennes, avec une mâchoire inférieure mobile et surtout son costume tyrolien,.
Walt Disney a choisi Dickie Jones, un garçon de 12 ans découvert dans une station radio de Dallas par Hoot Gibson alors qu'il chantait avec un ukulélé sous le surnom du « Cowboy randonneur », pour prêter sa « voix de gentil garçon » au personnage.
L'animation du personnage a aussi causé des soucis aux animateurs en raison de la mobilité différente d'un garçon et d'une marionnette, problème en grande partie résolu par l'utilisation des marionnettes confectionnées. Un exemple de cette différence est visible dans la séquence de danse chez Stromboli dans laquelle Pinocchio réalise des mouvements impossibles pour un humain. La séquence de la danse de Pinocchio chez Stromboli, entièrement animée par Ollie Johnston, est pour Girveau « époustouflante ». La scène du mensonge avec le nez de Pinocchio s'allongeant a aussi été animée par Ollie Johnston ainsi que Frank Thomas et Les Clark pour quelques plans.
À la fin du film, la marionnette devient un petit garçon, les principaux changements consistant en la disparition de son nez en bois, source de sympathie du public pour le personnage, des gants blancs au profit de mains réelles ainsi qu'en l'épaississement du cou et des articulations.

#### Jiminy Cricket
Le personnage de Jiminy Cricket est une version très développée du personnage mineur du grillon parlant de Collodi. Bob Thomas qualifie le grillon de Collodi de « personnage accidentel » alors que dans le film l'invention du « grillon-conscience » permet d'unifier les éléments du film. Jiminy en raison de sa taille contraste avec les autres personnages et les objets du film.
Son aspect initial était très proche du grillon traditionnel mais Walt Disney, n'étant satisfait ni de Pinocchio ni de Jiminy, demanda à Ward Kimball au bout de quelques mois de production de concevoir une version plus humaine de l'insecte,, « plus Jiminy que Cricket ». Kimball dessina un nouveau personnage — une version plus ronde, courte et gentille de la sauterelle du court-métrage La Cigale et la Fourmi (1934) — qu'il anima par la suite,, avec Wolfgang Reitherman et Don Towsley. Kimball se souvient « avoir dessiné douze ou quatorze versions pour lesquelles il a graduellement supprimé tous les appendices de l'insecte » et que le seul point qui en faisait un grillon était son nom. Le personnage final est « un petit bonhomme portant un court manteau à queue de pie suggérant des élytres au repos, un col de dandy anglais, une ombrelle, un visage en forme d'œuf avec deux joues, pas d'oreilles, deux traits sur le crâne rappelant des antennes et un nez sans narines. »
Le prénom de Jiminy Cricket a été choisi par Walt Disney. Il provient d'une exclamation marquant la surprise (« Jiminy Cricket! » ou « Jiminy! ») en usage d'après l'Oxford English Dictionary depuis 1848 et utilisée, par exemple, par les nains dans le film Blanche-Neige et les Sept Nains lorsqu'ils arrivent à leur chalet, un euphémisme de Jésus Christ pour éviter le blasphème,.
Dans le prologue, Jiminy ouvre le livre de l'histoire de Pinocchio puis, confronté à une page refusant de rester tournée, la bloque avec un bougeoir tout en s'adressant au spectateur. L'attitude et le discours du personnage établissent son importance en le présentant comme « un être moderne et décomplexé face aux objets de l'ancien monde qui l'entourent », vieux livres, boîtes à musique et jouets anciens (parmi les ouvrages, on peut remarquer deux futurs films de Disney : Peter Pan et Les Aventures d'Alice au pays des merveilles). Ses habits, propres et neufs dans le prologue, deviennent rapiécés dans l'histoire qu'il raconte en flashback, faisant dire à Allan qu'il est un « Yankee à la cour d'Europe, confronté avec les détritus du passé ». Il est un mélange de W. C. Fields et de Charlie Chaplin, le balancement et la confiance en soi du premier et l'image du clochard sympathique du second.
Grant ajoute que c'est un Don Juan, tentant de séduire à plusieurs reprises les personnages féminins inanimés de l'atelier de Geppetto, mais aussi un « compromis entre le caractère rural de Walt Disney synthétisé par Mickey Mouse » et le « style urbain sophistiqué » alors en vigueur aux États-Unis. Jiminy est plus que « décomplexé face aux objets » : il semble pouvoir les contrôler en étant par exemple capable de faire taire les horloges, chevaucher un hippocampe ou respirer sous l'eau.
Jiminy Cricket constitue deux premières dans les longs métrages de Disney : celle « d'un petit personnage assistant qui dirige les actions quand le personnage principal ne peut le faire » et celle d'un personnage interpellant le public. Il sera rapidement suivi par d'autres comme Timothée dans Dumbo (1941). Un élément important du caractère du personnage s'est peu à peu amenuisé avec le temps : son langage contemporain pour les premiers spectateurs. Il utilise en effet des expressions, des références à des métiers disparus (comme l'employé d'ascenseur dans les grands magasins) ou fredonne une chanson populaire dans les années 1930 Little Man You've Had a Busy Day, qu'il écorche en remplaçant « day » par « night ».
Sa voix originale est celle de Cliff Edwards, qui l'a doublé jusqu'aux années 1960 (dans Coquin de printemps ou des émissions télévisées comme Le Monde merveilleux de Disney). Après la mort d'Edwards, Eddie Carroll a repris le rôle tandis que dans les versions françaises, ce sont Camille Guérini puis Roger Carel qui lui prêtent leur voix, comme plus tard à la souris Timothée dans Dumbo.

#### La Fée bleue
Le personnage de la Fée bleue, conçu et animé par Jack Campbell, est inspiré physiquement de Marjorie Belcher, déjà modèle pour Blanche-Neige, tandis que sa voix est celle d'Evelyn Venable, « au timbre doux et pur »,,,. Evelyn Venable servit elle de modèle pour le logo de la Columbia Pictures. Le texte a été enregistré plusieurs fois, réplique par réplique, et les techniciens du son les ont assemblées selon les intonations choisies par Disney.
Elle constitue la seule manifestation d'un « aspect un peu romantique dans le film » et d'« une volonté délibérée d'offrir une présence féminine ». « Attirante mais pas glamour » selon le souhait de Walt Disney,, elle représente un certain idéal féminin des années 1930 défini par Hollywood, la mode, la publicité et l'industrie cosmétique et véhiculé par des actrices comme Jean Harlow. Pour Grant, c'est une « blonde d'une beauté virginale » mais il rappelle que certains auteurs ont faussement attribué au personnage une ressemblance avec Marilyn Monroe alors âgée de seulement 14 ans.
Tenggren avait esquissé une version plus petite et plus éthérée que la version finale mais avec une tenue similaire, une robe tenue par une broche à la poitrine. La fée de Tenggren a une étoile dans ses cheveux blonds détachés, une robe longue et simple nimbée d'un halo pâle, ainsi qu'une « allure conçue pour le vol, soulignée par des habits flottants accentuant son apesanteur »,. La version finale du film a un bandeau bleu, typique des années 1930, maintenant des cheveux d'un blond peroxydé, comme sortis du salon de coiffure, une robe bleue semi-transparente et étincelante, obtenue grâce à une technique nommée par la suite « Poussière Disney ». Allan la décrit comme « plus grande, plus grossière, plus lourde » que celle de Tenggren.

#### Stromboli
Stromboli, un nom italien, évoque une « caricature de gitan ». Inspiré du comédien Charles Judels choisi pour son « interprétation caractéristique hennissante de la frustration », le personnage animé par Bill Tytla,, a souvent été critiqué « pour trop bouger, devenant difficile à suivre sur l'écran », mais pour Thomas et Johnston, « aucun personnage animé n'a à l'heure actuelle exprimé d'une meilleure manière une personnalité complète, riche et volatile », il est « un Italien qui laisse libre cours à ses émotions ». Grant le définit comme la version du « méchant beau-père » et non l'habituelle méchante belle-mère des contes.
Pour Finch, le personnage « possède une énorme présence musculaire qui remplit l'écran avec son infamie », « chacun de ses gestes [étant] une tromperie ». Tytla qui a souvent animé des personnages musclés, comme lui, s'efforce à chaque fois de coordonner les mouvements, parvenant avec Stromboli à rendre « brillamment présents les yeux, la bouche, les gestes et toutes les actions secondaires » tout en le « rendant extrêmement puissant et dangereux ».
Pour Allan, la « référence ethnique avec un antisémitisme implicite, ne peut être ignorée », tout comme la caricature gitane. Elle se traduit par la présence d'objets à connotations gitanes dans la caravane de Stromboli, ses mouvements sur-exagérés, son attitude et ses gestes, tandis que les expressions de son visage et son obsession de la richesse en font une caricature juive. L'accusation d'antisémitisme a été portée par Richard Schikel mais « dans un souci d'équité sur Disney » et à l'encontre d'un membre du studio.

#### Grand Coquin et Gédéon
Grand Coquin — dont le nom complet est « J. Worthington Foulfellow » — est un « volpone dans ses derniers jours, priant sur l'insoupçonnable dans une communauté assez rurale » et est basé sur le comédien Walter Catlett. Son apparence de renard sert à renforcer son caractère perfide, qui contraste avec son surnom anglophone de « Honest John ». Il a une personnalité d'« escroc flamboyante ».
Son compère, le chat Gédéon animé par John Lounsbery, a une personnalité bien moins subtile et est un « mime silencieux d'inaptitude qui appartient à la littérature ancienne et à la tradition visuelle ». L'acteur Mel Blanc avait enregistré des dialogues pour le personnage, seul rôle qu'il ait eu chez Disney avant que celui-ci ne devienne muet à l'instar de Simplet. Seul subsiste un hoquet de Blanc,, autre clin d'œil à Simplet. Le mutisme de Gédéon est justifié par Thomas et Johnston à la fois parce que Grand Coquin parle assez pour les deux et que Simplet a prouvé dans Blanche-Neige qu'on pouvait être efficace sans voix.
Sa condition féline est à l'opposé de celle de Figaro, l'animal de compagnie de Geppetto, les différences les plus marquantes sont dans leur physionomie : Gédéon est aussi grand que Pinocchio, de couleur brun pâle avec un dos brun sombre, une gueule invisible lorsque le visage est au repos et un nez rouge surmontant de grosses babines rondes.
Le duo, animé par Norman Ferguson et John Lounsbery, possède des références avec les docteurs de la commedia dell'arte, à ceux du Malade imaginaire de Molière ou du Candide de Voltaire mais aussi avec le Duc et du Roi, confidents de mauvais tours dans Les Aventures de Huckleberry Finn de Mark Twain. Pour Finch, les deux personnages semblent toujours en mouvement, mais à la différence de Stromboli, ce mouvement est moins dirigé par la rage. Girveau indique que Preston Blair, futur créateur du Petit Chaperon Rouge de Tex Avery, a animé quelques plans avec Grand Coquin tandis que Norman Ferguson et Shamus Culhane ont animé la scène du duo complotant avec le Cocher dans l'auberge.

#### Autres personnages
Les premières esquisses de Geppetto sont basées sur le comédien Spencer Charles qui avait servi de modèle pour le nain Doc de Blanche-Neige,, avant de s'orienter vers Christian Rub, en raison de son physique et de rôles précédents similaires et qui a servi de modèle pour les prises de vues réelles. Principalement animé par Art Babbitt,, il devient ainsi « un adulte innocent déconnecté du monde, le dernier à comprendre une situation » ou « infiniment gentil et presque infiniment distrait ».
Le Cocher et Crapule sont, eux, inspirés des personnages de Charles Dickens,. Le personnage du Cocher est proche de Stromboli : il partage avec lui une apparence sympathique et bienfaitrice masquant une âme noire. Pour Grant, il est même bien plus terrifiant que Stromboli car avec son visage de « grand-père favori de tout le monde », il s'attaque à des enfants et non des marionnettes, les transformant en esclaves voués à une vie misérable avec une brutalité méchante, vénale et sinistre, Thomas et Johnston évoquent eux un visage chérubin sur une « personnalité calme, calculatrice et satanique ».
L'aspect physique de Crapule est un autoportrait « chargé » de Fred Moore, l'animateur de Disney chargé de son développement, et son attitude celle du comédien Frankie Darro. Son caractère est la caricature du chef de bande un peu plus âgé qui sous des aspects de camaraderie incite les autres à ne pas tenir compte des conséquences de leurs actes, pour la simple raison que l'on ne vit qu'une fois. Il estime que faire comme tout le monde permet de se décharger de sa propre culpabilité. Il utilise une fronde, symbole de l'incivilité des garnements de l'époque, contre les ânes qui tirent la calèche du cocher et écrase une allumette sur une reproduction de La Joconde. Malgré ce caractère malveillant, Crapule n'est pas un vrai « méchant » car son seul réel péché est son refus d'assumer ses actes, ce qu'il paye chèrement en étant transformé en âne.
Les personnages du chat Figaro, animé par Eric Larson,, et de Cléo, le poisson rouge animé par Don Lusk, ne sont présents que pour ajouter une dimension comique, essentiellement de situation, au schéma narratif du film. Ainsi les deux animaux, pourtant ennemis dans la nature, doivent se dire bonne nuit ; Figaro est aspergé d'eau ou doit ouvrir la fenêtre pour son maître. Figaro est « la fois un chaton et un enfant », « une caricature basée sur les mouvements du neveu d'Eric Larson », « peint avec délicatesse » tandis que Cléo est le « stéréotype du poisson rouge » mais avec du « mascara sur les yeux ». Le chaton a aussi un caractère jaloux et méfiant mais pas nécessairement pour les bonnes raisons : il est ainsi plus effrayé par les oreilles d'âne de Pinocchio que par la famine, pêchant même avec sa queue dans le ventre de Monstro. Cléo a de son côté un caractère féminin « dévoué », « attirant » et « bienveillant », car malgré l'aspect effrayant de la marionnette animée par Geppetto au début de l'histoire, elle l'embrasse une fois que le pantin a pris vie grâce à la Fée bleue.
La baleine Monstro a été animée par Wolfgang Reitherman,,. Afin de renforcer la perception de l'énorme volume de l'animal, des effets à l'aérographe ont été ajoutés sur son dos. Alors qu'elle semble être le personnage le plus « méchant » de l'histoire (son seul nom faisait déguerpir tous les poissons de l'océan), elle n'est pas le plus dangereux mais seulement le plus grand. Bien qu'étant un grand cachalot (voir ci-dessous), Monstro est assez proche graphiquement de la baleine Willie qui apparaît quelques années plus tard dans la séquence La Baleine qui voulait chanter au Met de La Boîte à musique (1946) et dont la taille fait peur aux humains, bien que cette dernière ait un caractère beaucoup plus sympathique.

### Musique et références au théâtre
La musique, omniprésente dans le film, a été composée par Leigh Harline et Paul J. Smith, qui avaient déjà participé à Blanche-Neige et les Sept Nains. Les paroles des chansons sont de Ned Washington.
Allan qualifie la partition de « complexe », allant de la ballade à la composition symphonique. La première partie du film comprend des chansons nostalgiques (Quand on prie la bonne étoile) ou gaies (Un pantin de bois, Hi-Diddle-Dee-Dee), tandis que la seconde partie accentue l'aliénation et la menace avec des thèmes instrumentaux comme Sinister Stromboli, Sad Reunion, Fog Music, Tragic Happenings. Leigh Harline a composé à la fois les chansons « accessibles » et les musiques d'ambiance sophistiquées, « pour lesquelles la nature sombre du film a requis une approche musicale différente de celle de Blanche-Neige, une nécessité à laquelle Harline a répondu par une orchestration qui va du lyrisme du Vieux Monde de la séquence d'ouverture à des indices qui reflètent avec justesse l'obscurité dans laquelle le petit héros descend dans le cadre d'une série d'aventures souvent inquiétantes ».
Un autre art très présent dans le film est le théâtre, au sens large. Il apparaît sous différentes formes : que ce soient les marionnettes, le music-hall américain avec certaines scènes de Jiminy Cricket ou le vaudeville pour le spectacle de Stromboli. Robin Allan considère que le film va plus loin en utilisant par exemple les costumes du mélodrame victorien ou dickensien pour le personnage du Cocher, ou les conventions théâtrales pour « les entrées et sorties accentuées afin de laisser l'écran libre pour la scène suivante ».
Walt Disney a aussi insisté durant toute la production pour « créer des décors à l'aspect tridimensionnel convaincant ». Ce qui fait dire à Allan que « cette insistance fait écho à un autre élément du théâtre, la suspension de l'incrédulité », Disney étant le « marionnettiste en chef manipulant ses artistes pour créer une illusion convaincante ». Ces éléments, alliés aux éclairages, à la conception des scènes et aux décors, contribuent à l'omniprésence de la composante théâtrale dans le film.
La bande originale a été publiée pour la première fois le 9 février 1940. La chanson When you Wish Upon a Star a été classée 7e dans la liste des 100 meilleures chansons du cinéma américain.
- Quand on prie la bonne étoile (When You Wish Upon a Star) - Jiminy Cricket, Chœur
- Un pantin de bois (Little Wooden Head) - Geppetto
- Sifflez vite, vite ! (Give a Little Whistle) - Jiminy Cricket, Pinocchio
- La Vie d'artiste (Hi-Diddle-Dee-Dee) - Pinocchio, Grand Coquin
- Sans aucun lien (I've Got No Strings) - Pinocchio
- La Vie d'artiste (Hi-Diddle-Dee-Dee) (reprise) - Grand Coquin
- Quand on prie la bonne étoile (reprise) - Chœur

Plusieurs chansons ont été composées mais non utilisées dans le film, certaines ont été réemployées.
- I'm a Happy-Go-Lucky Fellow (« Je suis un garçon insouciant ») - Jiminy Cricket. Cette chanson a été réemployée dans Coquin de printemps en 1947[101]
- As I Saying to the Duchess (« Comme je disais à la Duchesse ») - Grand Coquin
- Three Cheers for Anything (« Trois acclamations pour n'importe quoi ») - Crapule et Pinocchio[98]

### Animation
Techniquement, Charles Salomon rappelle que Steamboat Willie n'a été réalisé que douze années auparavant et le contraste entre ce court métrage et Pinocchio avec « ses couleurs vives, ses formes arrondies, ses mouvements nuancés, son jeu subtil et sa direction sophistiquée » est à mettre au bénéfice du programme de formation des animateurs sous la houlette de Don Graham.

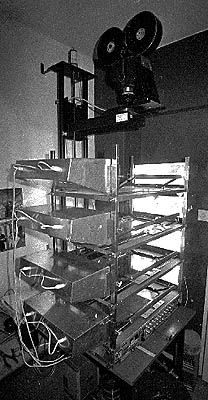
Une reproduction de caméra multiplane par un amateur d'animation.

À l'instar de certaines séquences de Blanche-Neige et les Sept Nains, Pinocchio utilise les possibilités de la caméra multiplane et permet d'avoir par exemple la vue en plongée sur le village avec l'église, un panorama ayant nécessité douze plans séparés. Une séquence de quelques secondes précédant le premier matin de Pinocchio, avec vue du clocher, femmes lavant le linge, etc. a été finalement abandonnée, son coût ayant été estimé entre 25 000 et 48 000 USD,,, tandis que la séquence d'ouverture est estimée à 45 000 USD. Thomas donne une autre version : la facture de la scène d'ouverture avec son vol au-dessus des toits nécessitant au moins 12 plans a commencé à dépasser les 25 000 USD, ce qui força Walt à réduire l'usage des trop longues et complexes séquences avec la caméra multiplane,.
Un autre outil, le rotoscope, a été utilisé pour l'animation des personnages. Allan estime toutefois qu'il rend « la Fée bleue conventionnellement humaine » et « Geppeto flegmatique ».
L'animateur abstrait allemand Oskar Fischinger a contribué aux effets d'animation de la baguette magique de la Fée bleue,.
Afin de rendre le personnage de Figaro plus réaliste, ses oreilles ont été peintes à l'aérographe.
Pour Leonard Maltin et John Grant, une des prouesses d'animation pure est la scène où Pinocchio est enfermé dans une cage, derrière des barreaux, dans une charrette en mouvement et que des éclairs de lumière font changer les ombres et les couleurs à l'intérieur du véhicule,. Grant ajoute que c'est de loin la plus complexe du film essentiellement pour le tournage réalisé avec la caméra multiplane. Thomas et Johnston expliquent que pour cette scène, la cage a été dessinée d'après des photostats, mais qu'afin de faciliter le travail des animateurs en réduisant le nombre de dessins, l'arrière et l'avant de la cage étaient sur des cellulos séparés permettant d'encadrer ceux avec Pinocchio. Grant précise de plus que les éléments bougent parfois indépendamment, parfois non, et que l'apparition de la Fée bleue dans une lumière éclatante mais douce interagit avec tous les différents plans.
Pour la scène des boites à musique s'animant dans l'atelier de Geppetto, les animateurs ont demandé aux techniciens de l'atelier de réaliser des maquettes pour chaque élément afin de les reproduire au mieux.
Le film a nécessité l'utilisation d'effets spéciaux. Lorsque Pinocchio parle sous l'eau, sa voix semble émaner des bulles grâce à un effet sonore qui « étonna le public à la sortie du film ». Thomas et Johnston indiquent que pour cette scène, deux plaques de verre ont été ajoutées entre la caméra et les cellulos afin de faire passer de l'eau entre les deux et de renforcer l'impression sous-marine. Un autre effet spécial, plus simple a consisté pour rendre la taille de Monstro réaliste, du moins gigantesque par rapport aux autres personnages, dans la scène de poursuite sous l'eau, à utiliser non pas une teinte unique mais un dégradé de teinte pour renforcer l'éloignement. Pour le son, l'effet de mouvement a été obtenu grâce à des percussions sur une grande toile tendue reliée à un microphone lui-même relié à une trompe.
Le film a requis plus de 750 artistes qui ont réalisé plus de 2 millions de dessins, utilisant près de 1 500 teintes de peintures.

### Un budget très important
Le coût de production du film est estimé entre 2,5 à 2,6 millions de USD,,,. Il faut comparer cela avec le budget de Blanche-Neige sorti trois ans plus tôt et estimé entre « plus de 1,4 million » pour Dave Smith et « près de 1,5 million » pour Bob Thomas, Richard Holliss & Brian Sibley, Christopher Finch et David Koenig, avec un montant de 1,48 million de dollars pour Leonard Maltin et John Grant. D'après Dave Smith cette somme aurait été de plus de 100 millions à la fin des années 1990. Il faut ajouter à cela le coût des doublages en sept langues, soit à l'époque 65 000 USD, bien que pour Sébastien Roffat il n'y ait eu que deux doublages, espagnol et portugais. En 1979, Wolfgang Reitherman réponds aux journalistes qu'un film comme Pinocchio couteraient 25 millions d'USD avec ses 750 artistes et 80 musiciens, les salaires des animateurs étant alors de 15 $ de l'heure.
Afin de trouver des fonds pour produire ses films, Walt Disney a dû abandonner les droits de publication des musiques de Pinocchio à l'éditeur Bourne Music Company qui les détient encore aujourd'hui, tout comme les droits musicaux de Blanche-Neige et les Sept Nains et de Dumbo.

## Sortie et accueil
Pinocchio est souvent considéré comme l'un des chefs-d'œuvre du studio Disney et « comme une très belle adaptation du roman de Collodi » mais son succès en salle et les revenus qu'il a apportés au studio Disney sont faibles, principalement en raison de l'actualité internationale, la Seconde Guerre mondiale ayant été déclarée quelques mois plus tôt.

### Une prouesse technique insurpassable
Frank Thomas et Ollie Johnston déclarent dans leur « bible » de l'animation, Disney Animation: The Illusion of Life, que « en tant que film, Pinocchio est sans conteste le plus magnifique et le plus complexe jamais réalisé… et jamais surpassé ». De même Christopher Finch écrit que « Pinocchio est probablement le plus grand film de Disney ; il partage — avec Blanche-Neige — toutes les qualités qui ont fait du premier long métrage un tel succès et ajoute une brillance technique qui n'a jamais été surpassée ».
Le critique Leonard Maltin estime que « avec Pinocchio, Disney a atteint non seulement la taille critique de son pouvoir mais le summum de ce que beaucoup de critiques considèrent comme étant le royaume du dessin animé ». De plus le film, malgré quelques défauts, possède des séquences harmonieusement agencées et dans lesquelles les points émotionnels culminants s'organisent sur toute la durée du film. Les caractéristiques principales du film sont : la virtuosité technique, l'impact émotionnel, l'action, l'excitation, la terreur plus que l'humour. Maltin étaye ses propos en citant Archer Winsten qui déclara : « Les erreurs présentes dans Blanche-Neige ont été corrigées. À propos de Pinocchio, vous êtes limités seulement par votre faculté à exprimer l'enthousiasme. Pour le dire avec des mots simples, ce film est… absolument parfait, un pur travail inaltéré de génie ».
Pour John Grant, l'animation de Pinocchio « était bien plus sophistiquée que Blanche-Neige et en général meilleur que Fantasia » sorti plus tard la même année et il est « presque impossible de trouver un film dont l'animation serait meilleure que Pinocchio ». La première raison de cette différence qualitative tient dans le budget et Disney a dépensé dollar après dollar pour s'assurer que Pinocchio surpasse Blanche-Neige.
Charles Solomon cite l'animateur Tom Sito : « Dans Pinocchio, les gestes et l'interprétation sont d'une telle perfection que les personnages cessent d'exister en tant que dessins. On les voit comme des personnes vivantes ».

### Un résultat financier faible
Robin Allan, dans son étude sur les sources européennes chez Disney, note pour sa part que le film a reçu à sa sortie, en février 1940, un bon accueil auprès des critiques. Ainsi le New York Times le qualifie de « meilleur dessin animé jamais réalisé ». Mais en raison de différents aspects, le public a eu du mal à bien appréhender l'œuvre. Le film utilise bien sûr une large part de sources européennes : l'histoire de Collodi, un décor et une musique d'inspiration italienne. Mais celles-ci ont été interprétées selon les conventions de la culture populaire américaine et, en particulier, les références hollywoodiennes tels le personnage mi-meneur de revue, mi-dandy Jiminy Cricket ou la Fée bleue ressemblant à Jean Harlow, assez éloignés de l'imagerie européenne (cf. Une version « américanisée »). De fait, la musique et le personnage de la Fée bleue sont parmi les quelques éléments à avoir été critiqués à la sortie du film, tel que l'atteste Richard Mallett qui dans un article de Punch du 27 mars 1940 déclare « Je ne suivrai pas les autres en faisant des remarques sur l'infériorité supposée des musiques de Pinocchio par rapport à celles de Blanche-Neige ».
Financièrement en revanche, le film n'est pas un succès immédiat au box-office. Il rapporte moins d'un million de dollars au bout de sept mois d'exploitation, totalisant 2 millions de dollars lors de sa première exploitation, ce qui est peu comparé aux 4,2 millions de dollars à la fin de l'année 1938 et 8 millions au total pour la première exploitation de Blanche-Neige et les Sept Nains,. Steven Watts écrit que Pinocchio absorbe une importante somme d'argent mais il réalise un succès marginal au box-office. Grant indique, lui, que le film a débuté de manière fulgurante mais que son succès s'est rapidement éteint, probablement à cause de la guerre. En raison du perfectionnisme et de l'importance des moyens humains, les revenus de la première exploitation du film n'ont pas pu compenser le coût de production.
Ce faible résultat s'explique par l'absence des revenus du marché européen, qui représentent à l'époque 45 % des revenus des studios Disney,, en raison du déclenchement de la Seconde Guerre mondiale,. Le film ne sortira en France qu'en mai 1946, en même temps que Fantasia.
Pour compenser les faibles revenus de Pinocchio, Walt Disney – qui prévoyait déjà la sortie d'un nouveau long métrage encore plus innovant, Fantasia, dont la première aura lieu seulement dix mois après celle de Pinocchio – décida de ressortir Blanche-Neige et les Sept Nains aux États-Unis et au Canada dès juillet 1940, couplé à quatre courts métrages.
Le voyage de Disney et d'une partie de son équipe en Amérique du Sud a constitué une autre source de revenus. Officiellement, le département d'État américain a demandé à Disney en 1941 d'effectuer un voyage diplomatique en Amérique latine afin de « lutter contre le nazisme ». Malgré sa désapprobation quant au caractère politique de sa mission,, Walt accepte ce voyage qui est pour lui l'occasion de maintenir l'activité de ses artistes et découvrir de nouvelles sources d'inspiration. Le résultat est notamment visible dans les compilations de courts métrages Saludos Amigos (1942) et Les Trois Caballeros (1944) ainsi que quelques courts métrages « éducatifs ».
Comme le note Grant, les pertes de la première exploitation ont été largement comblées par les ressorties régulières du film sous différents formats, ce qui lui permet de dire que la « qualité paye toujours à la fin ». La ressortie américaine du film de 1978 était accompagnée du moyen métrage Le Petit Âne de Bethléem. La vidéocassette du film éditée en 1986 est vendue à plus 500 000 copies en un an. Le film a été restauré en 1992 (principalement les décors) par Buena Vista Worldwide Services et YCM Labs. Au début des années 2000, il avait totalisé 84 254 167 USD au box-office.

## Analyse
Steven Watts écrit que Blanche-Neige et les Sept Nains, Pinocchio, Fantasia, Dumbo et Bambi sont devenus un élément central et parfois adoré de l'héritage du studio en définissant un jalon créatif et en présentant une imbrication complexe d'éléments artistiques et de divertissements. Au-delà de la comparaison avec le conte de Collodi et ses autres adaptations (tous formats confondus), de nombreux auteurs commentent l'usage de références populaires et l'atmosphère particulière du film.
Si Jean-Claude Beaune et J. Azéma associent le Pinocchio de Disney à l'imagerie populaire des contes et légendes où des lutins « peuplent notre tête pour commander nos pensées et comportements » et « où les forces du bien et du mal s'affrontent pour prendre les commandes de nos pensées et comportements », Robin Allan tente de décrypter la raison du faible succès initial de Pinocchio au travers des sources et de leurs utilisations, rejetant une part des problèmes sur l'œuvre originale qui, par sa nature de feuilleton, propose une histoire à la « qualité picaresque », longue et épisodique nécessitant de nombreuses modifications. Le critique cinématographique Leonard Maltin et Christopher Finch utilisent, eux, leur ressenti. Tous les trois s'accordent sur le côté très « sombre » du film.

### Différences entre le conte et le film
John Grant déclare que « toute distorsion de l'histoire originale de Collodi est une bonne chose car elle est immensément longue, moralement incertaine et exceptionnellement ennuyeuse ». Par souci d'équité, il cite plusieurs opposants dont Frances Clark Sayers, « chef de file anti-Disney et autorité américaine de la littérature pour enfant » qui critique Disney sur le fait « d'avoir tout étiqueté, ne laissant rien à l'imagination » ou la journaliste Wanda Burgan qui se plaint dans Punch en 1962 d'avoir vu « des petits visages doux devenir de pierre lorsqu'elle leur a lu des auteurs tels que J. M. Barrie, Collodi ou Salten, ceux-ci réalisant que Disney n'était pas l'auteur de Peter Pan, Pinocchio ou Bambi ». Pour comprendre ses divergences, il faut évoquer ce qu'est l'œuvre initiale.

#### Un conte original ancré dans leXIXesiècle
Conformément à l'esprit du XIXe siècle, le conte de Collodi est une fable didactique destinée à préparer l'enfant à intégrer le monde des adultes en le mettant en garde sur le sort réservé à ceux qui refusent de s'y conformer,. Le personnage de Pinocchio est plus proche du jeune délinquant ou du voyou que du pantin naïf ou comme l'écrit Charles Salomon « rude, destructeur et complètement désagréable ». Il n'hésite pas à tuer le grillon d'un coup de marteau ou à dire à la Fée bleue qu'il refuse de travailler car cela le fatigue. Ce à quoi la Fée lui répond : « Mon enfant, ceux qui parlent ainsi finissent toujours en prison ou à l'hôpital. Malheur à ceux qui mènent une existence paresseuse. La Paresse est une maladie mortelle qui doit être éradiquée dès l'enfance. »
À l'époque victorienne, l'enfant était considéré comme un être « non civilisé » et en proie au « démon » ; d'où les thèmes récurrents de la peur de l'enfer et du châtiment éternel dans la littérature enfantine de cette période. Collodi décrit avec une certaine délectation cette période d'anarchie, particulièrement prononcée chez les garçons, où la cruauté et les comportements émotionnels incontrôlés ont libre cours. D'autres scènes mêlent sadisme et morbidité, tout comme le faisaient en leur temps les contes de Perrault et des frères Grimm. Ainsi lorsque le Renard et le Chat tentent — en vain — de pendre Pinocchio : « Au bout de trois heures, les yeux du pantin étaient toujours grands ouverts, sa bouche close, et il se débattait de plus belle. »
Comme il a été vu ci-dessus, les premières traductions et adaptations ont rapidement altéré l'histoire de Collodi,. Yasha Frank et les adaptateurs ultérieurs ont considérablement atténué — voire supprimé — cette dimension du conte, jugée inadaptée au public du XXe siècle. La version de Disney amplifie cela car, pour Grant, « la tâche de Disney n'était pas de représenter le conte de Collodi dans son intégralité sur l'écran mais d'en distiller assez de bonnes aventures pour en faire une histoire simple et satisfaisante. »

#### Une adaptation «Disney»
Selon Marie-Claire de Coninck, le film « appuie sur le côté moralisateur alors que le conte enfouit la sagesse dans ses pages ou donne une morale à la fin du récit ». Ainsi, « le grillon est devenu la conscience du pantin alors que Collodi n'attribue pas une conscience qui le taraude à son pantin fugueur et menteur ». Pour Jean Gili, Disney conserve « le moralisme et l'esprit conservateur » de Collodi, ce que ne font pas d'autres adaptations comme celles de Steve Barron (1996) ou de Luigi Comencini (1972) qui « renouvelle complètement les significations originelles » de l'œuvre de Collodi. Salomon déclare lui que les artistes Disney n'hésitent pas à transformer les personnages méchants en des personnages agréables, à l'instar de Pinocchio.
Pour Richard Wunderlich et Thomas J. Morrissey, l'adaptation de Disney, malgré sa similitude avec celle de Yasha Frank, diffère de cette dernière par « l'éradication de la pauvreté » alors que la Grande Dépression touche encore fortement la population américaine. Geppetto est beaucoup plus pauvre dans le conte de Collodi que dans le film de Disney : « Geppetto fait un habit pour Pinocchio avec du papier à fleur, un chapeau avec de la pâte à pain, des chaussures avec des écorces d'arbres et vend sa seule veste pour acheter un livre de lecture », inconvénient que le Geppetto de Disney ne semble pas avoir. Son travail semble aussi plus lucratif, il n'est pas qu'un simple charpentier ou sculpteur sur bois comme indiqué par plusieurs auteurs (Keith Paynter in The New Adventures Of Pinocchio en 1931 ou Robert Lewis Shayon en 1937), mais à l'instar d'Adams T. Rice, qui en fait le « charpentier le plus doué du royaume », Disney fait de Geppetto un concepteur et décorateur d'horloges et de boîtes à musiques.
Mark I. Pinsky souligne les nombreuses références à la religion dans l'adaptation de Disney : la petite voix de la conscience, Jiminy Cricket, évoque la « petit voix » de la Bible (Premier livre des Rois 19:12-13) ; la « Fée bleue est nimbée d'un halo et apparaît les bras légèrement écartés évoquant les apparitions de la Vierge Marie à Fátima ou à La Salette », de plus, les couleurs blanc et bleu utilisées pour le personnage sont celles traditionnellement associées à la Vierge.
Une autre différence importante entre le livre et le film est la localisation de l'histoire : alors que le livre est italien, à la fois par les évocations du soleil, des tempêtes et de l'humeur des protagonistes, le film est empreint de germanisme dans les décors, l'architecture, les objets et les noms. Cet aspect allemand est dû à l'influence des artistes Albert Hurter et Gustaf Tenggren (cf. Aspect graphique), mais aussi au fait que la voix originale de Geppetto soit celle de Christian Rub, expatrié allemand.
Judith Martin déclare que le personnage de Pinocchio a « reçu le traitement Disney et ressemble à un Mickey Mouse en plus pâle et plus doux » mais Grant la contredit en déclarant que « Pinocchio n'a rien à voir avec Mickey » et doit être classé dans les personnages centraux qui subissent l'action, se rapprochant de Blanche-Neige et d'autres héros des films de Disney, même si à la fin du film il devient « acteur », en sauvant Geppetto.
Le Pays des jouets (Paese dei balocchi), qui n'apparaît que tardivement dans le livre de Collodi, occupe une place centrale dans l'histoire revue par les scénaristes du film, sous le nom d'Île aux plaisirs (Land of Toys).
Le nom de la baleine dans le film est Monstro, fusion du terme anglais « monster » et du nom original italien Mostro (qui signifie également « monstre ») ; Collodi définit le personnage comme un « terrible requin » (« il terribile pescecane »),. Pour Collodi, l'animal est « plus large qu'un immeuble de cinq étages, long d'un kilomètre sans la queue, avec une gueule possédant trois rangées de dents et pouvant facilement accueillir un train », alors que la version de Disney est plus proche du grand cachalot, seul cétacé géant avec des dents et non pas des fanons. La raison pour laquelle Disney a transformé le terrifiant squale en un cétacé n'est pas certaine.
Le personnage de Stromboli, inspiré du Magiafuoco (en italien « mangeur de feu ») de Collodi, est lui pourvu par Disney d'une barbe plus courte mais d'un caractère plus méchant. Chez Collodi, il finit en effet par relâcher et embrasser Pinocchio.

#### Une version «américanisée»
Plusieurs auteurs notent cependant que l'adaptation Disney comporte avant tout une profonde « américanisation ». Jack David Zipes déclare ainsi qu'« une approche historique des deux œuvres nécessite [l'étude de] l'histoire de Collodi et la manière dont Disney a américanisé Pinocchio ». Les marques de cette américanisation se remarquent à des détails comme l'épi dans les cheveux de Pinocchio, des éléments de décor comme la salle de billard, le spectacle de vaudeville, le langage de Jiminy Cricket ou les standards de beauté de la Fée bleue (cf. ci-dessus L'aspect graphique et Les personnages). Pour Jack David Zipes, même la voix et les manières de Pinocchio sont clairement plus américaines qu'européennes. Allan déclare que « Pinocchio est un jeune américain en costume bavarois inspiré par des dessins de pitres de la commedia dell'arte exécutés par Attilio Mussiono, l'un des illustrateurs du livre de Collodi » tandis que le « personnage de vagabond de Jiminy représente la quête d'identité d'un américain ».
Cette « relecture » a provoqué de nombreuses critiques lors de la sortie du film dont celles du neveu de Collodi, Paolo Lorenzini, qui demanda au ministère italien de la Culture d'engager un procès contre Disney pour avoir modifié l'œuvre de son oncle au point que Pinocchio « [pouvait] être facilement pris pour un américain »,,.

### Solitude et recherche identitaire
Dans Disney and Europe, Allan considère que Pinocchio possède une complexité morale beaucoup plus riche que le film précédent de Disney, Blanche-Neige et les Sept Nains. Alors que Blanche-Neige est victime d'une injustice qui la prive de sa position sociale, le thème principal dans Pinocchio est la recherche de l'identité pour trois des personnages principaux : Pinocchio recherche l'humanité, Geppetto la parentalité au travers d'un fils et Jiminy sa vocation professionnelle. Allan déclare aussi dans Il était une fois Walt Disney que « le thème du film est la perte, un père qui perd son fils et vice-versa ». Grant estime que Pinocchio est un « personnage qui se recherche lui-même », « trouvant son salut dans la prise de décision et l'agissement » mais note que Jiminy Cricket ne joue aucun rôle ou presque dans la transition. Pinocchio apprend — après de nombreuses aventures — que l'honnêteté est la meilleure règle de vie. Beck souligne cette dimension de quête initiatique, « périlleux voyage vers la responsabilité et la maturité », mais aussi « l'échec d'un tel voyage avec le désespoir, la terreur et la perte de confiance que provoquent une vie ruinée et la perte d'opportunité ». Watts fait un parallèle entre Bambi et le thème idéologique de Pinocchio évoquant tous deux une quête individuelle pour la sécurité, l'autodétermination et la cohérence de la famille de la Nature pour Bambi. Il ajoute que l'un des thèmes récurrents des longs métrages des années 1940, Pinocchio, Dumbo et Bambi est l'enfant orphelin ou isolé qui cherche la stabilité dans un milieu dangereux.
Cette recherche est soulignée par la mise en lumière des personnages au centre de décors, au contraire souvent dans l'ombre : telle la rue lumineuse où marche Pinocchio, bordée de ruelles sombres, ou la torche que tient Geppetto dans la gueule de Monstro. Allan constate l'absence d'entourage de ces trois personnages, hormis quelques brefs passages avec des personnages secondaires. En comparaison avec Blanche-Neige, même si les deux lieux sont animés par des chants et des danses, le chalet des nains est beaucoup plus vivant (nains, animaux, etc.) que l'atelier de Geppetto, rempli principalement d'objets, avec seulement deux animaux et dont la seule présence féminine, en dehors du poisson Cléo, est une fée immatérielle.

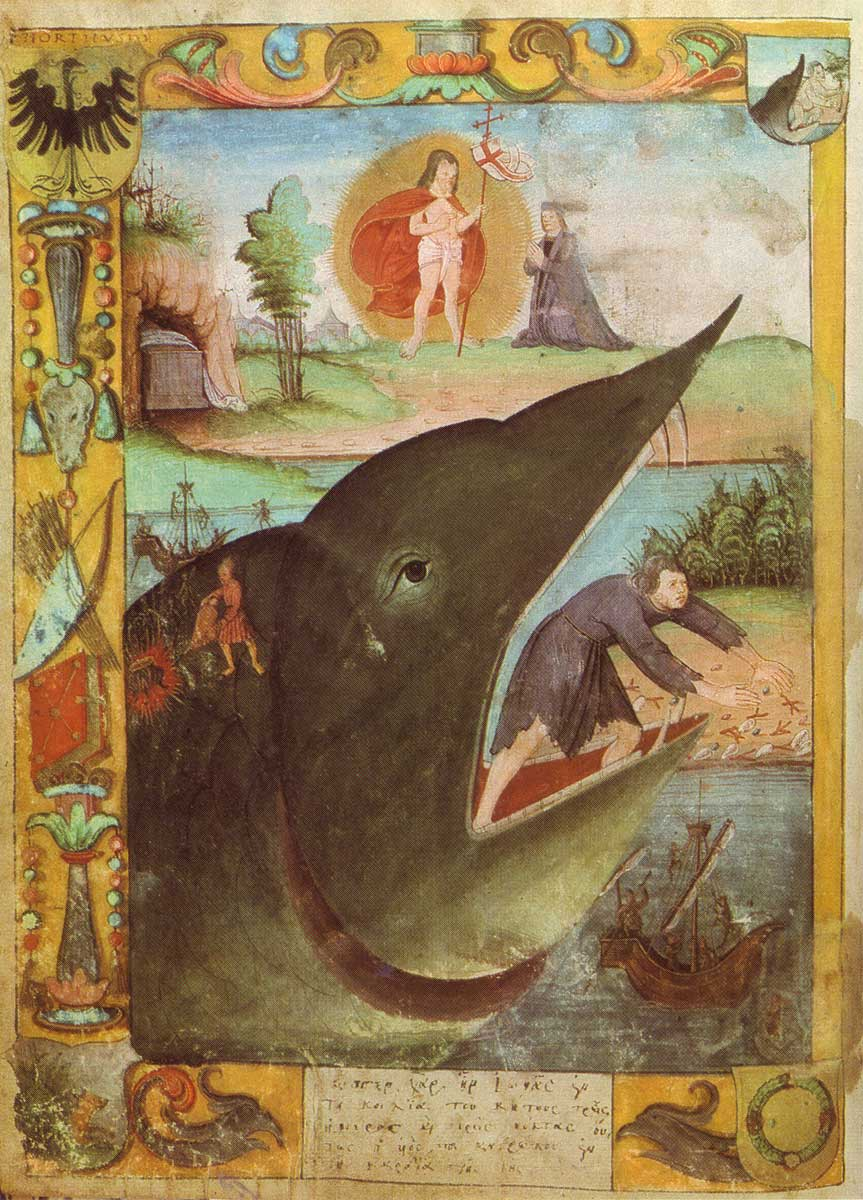
Jonas recraché par la baleine. Enluminure allemande du Moyen Âge.

Pinsky et Allan comparent Geppetto à un Jonas moderne,, ce dernier reprenant à son compte l'étude de Paul Auster, L'Invention de la solitude. Pinocchio, lui, « parvient, partant du végétal et transgressant la morale pour régresser physiquement vers l'animal, à renverser la tendance pour atteindre l'humanité ». D'après Richard Wunderlich et Thomas Morrissey, Pinocchio est un « jeune nouveau-né, avec des yeux grands ouverts sur le monde et empli de curiosité », bon « envers tout le monde et sincère », « sans peur, sans répulsion, sans angoisse » mais « vulnérable de par son innocence et sa bonne nature », ce qui nécessite la protection et les conseils d'amis, d'une famille.
Allan pousse l'analogie en évoquant la morale traditionnelle européenne dont chaque personnage devient un symbole : Pinocchio l'Innocence, Jiminy la Connaissance, Geppeto la Générosité. Claudia Mitchell et Jacqueline Reid-Walsh, dans la section sur l'impact de Disney sur les jeunes filles de la naissance à l'adolescence, évoquent un « symptôme Pinocchio » avec pour thèmes la croissance, tant physique que morale, et la socialisation durant l'adolescence, illustrée dans le film par la métamorphose des enfants en ânes, symptôme tacitement lié à la morale (inversée) du conte Le Vilain Petit Canard de Hans Christian Andersen, ce qui rapproche le film du roman d'apprentissage.
Pour Auster, le film de Disney enlève — ou du moins réduit, car la scène existe — l'« image capitale du livre » : la scène où Pinocchio, « tel Énée ramenant Anchise sur son dos des ruines de Troie […] nage dans une mer désolée, coulant presque sous le poids de Geppeto progressant dans la nuit d'un gris bleuté ».

### Un Disney «sombre», empreint de terreur
Allan estime que la raison première du faible succès de Pinocchio est le côté sombre du film, malgré une indéniable technicité artistique et « laisse encore un malaise quand on le revoit aujourd'hui malgré des critiques dithyrambiques chaque fois qu'il est ressorti ». Il rejoint Finch qui déclare que « Pinocchio n'est pas un film frivole ; au contraire, en dehors de la fin heureuse, il présente la vision la plus sombre de tous les films Disney ». Beck décrit le film comme un « cauchemar noir ponctué de moments de véritable horreur ».
Pour Allan, l'aspect cru et didactique du conte de Collodi (voir ci-dessus), est remplacé dans le film de Disney par un aspect grotesque, proche des personnages de Dickens. La principale différence avec le conte original est l'adaptation d'une histoire lumineuse à un monde sombre : alors que l'œuvre de Collodi se déroule toujours à l'extérieur et à la lumière du jour, le film de Disney prend place dans des lieux fermés, souvent la nuit, la seule lumière rayonnante provenant de la magie de la fée. Allan énumère plusieurs scènes-clés plongées dans l'obscurité ou suscitant la claustrophobie : Pinocchio prisonnier de Stromboli, l'apparition de Jiminy un soir d'hiver, la conspiration dans une ruelle embrumée de Grand Coquin et du Cocher, l'Île aux plaisirs avec ses lieux sombres et ses cages, l'estomac de Monstro la baleine, le fond de l'océan. Même lorsque Geppetto et Pinocchio s'échappent du ventre du cétacé, le ciel est aussi sombre que l'intérieur du monstre. Pour cette dernière scène Allan précise que l'atmosphère sombre et inquiétante est rendue par des tons sourds et des effets de clair-obscur évoquant Gustave Doré et L'Enfer de Dante en particulier.
Wunderlich et Morrissey comparent la version de Yasha Frank et celle de Disney : chez Frank, les conseils et la protection du vulnérable Pinocchio viennent du groupe alors que chez Disney, ce n'est que la famille qui offre ces éléments et le « reste du monde n'est pas coopératif mais plutôt hostile, parasitant, voire à craindre ».
Michael Barrier note en plus que d'après les apparences, « Pinocchio a passé une seule nuit dans l'Île aux plaisirs mais lorsqu'il retourne chez Geppetto », des indices dénotent une absence bien plus longue, ainsi « Geppetto a eu le temps d'être avalé par Monstro et de mourir de faim ».
Allan fait un parallèle entre l'épilogue de Pinocchio, habituellement un film Disney est associé à une fin heureuse, et Candide le héros naïf de Voltaire : « Pinocchio-Candide ne pourra rester auprès de la chaleur de Geppetto pour toujours. Il doit s'aventurer au loin dans un monde à la fois instable et dangereux ». Pour Allan, « une fois de plus, la noirceur du film l'emporte sur la brièveté du bonheur ».
Leonard Maltin va plus loin : alors que les parents pouvaient craindre les cauchemars après la vision de Blanche-Neige et les Sept Nains, ils risquent de vouloir éviter le traumatisme engendré par celle de Pinocchio, qui comprend des scènes parmi les plus terrifiantes de l'animation Disney. Toutefois ces scènes de terreur sont subtiles et utilisent les nuances de l'allégorie de manière incompréhensibles pour les plus jeunes.
L'histoire et le personnage de Pinocchio ne sont pas intrinsèquement drôles et il a été difficile pour les animateurs de rendre le film un tant soit peu humoristique. Pourtant Pinocchio est l'un des héros Disney le plus attirant et le plus intéressant, le comique provenant surtout des personnages secondaires et en premier lieu Jiminy Cricket. L'humour autour de Jiminy est lié à l'utilisation de jeux de mots contemporains au film. Le personnage de Geppetto possède aussi un côté humoristique, du moins plutôt comme « désamorceur » de tension tandis que Figaro contribue à donner un humour espiègle. Le personnage muet de Gédéon a été développé spécialement pour le comique avec une forte propension à l'incompétence.
À l'opposé, la terreur revient régulièrement et de manière prononcée dans le film. Durant son premier passage chez Stromboli, ce dernier use de cruauté mentale en avertissant Pinocchio « qu'une fois plus vieux, il ferait du bon bois pour son feu ». Après un début haut en couleur avec de nombreuses enseignes lumineuses, l'atmosphère de l'Île aux plaisirs devient oppressante avec la transformation des enfants en ânes et leurs ventes comme bêtes de trait. Dans cette île, les éléments non éclairés ont des « tonalités de couleurs sombres et un aspect délabré », et petit à petit des indices sont donnés au spectateur pour le terrifier.
Le premier choc lié à la terreur est pour Maltin, l'âne parlant rencontré dans la rue, suivi par l'ombre du cocher dans une ruelle. L'horreur débute comme un trait d'humour, une fiction qui devient réalité, avec le garçon dans la salle de billard dont les oreilles deviennent celles d'un âne, la musique change elle aussi devenant discordante. Le garçon supplie Pinocchio de le sauver mais la transformation, comme celles d'autres enfants, se poursuit jusqu'à ce que son cri d'appel à l'aide vers sa mère se transforme en un braiment, summum de l'horreur pour William K. Everson, cité par Maltin. John Culhane déclare lui que cette scène dans laquelle le cocher teste les enfants-ânes est le moment le plus troublant du film.
D'autres chocs émotionnels liés aux peurs parsèment le film. Maltin évoque aussi la scène de l'engloutissement par Monstro qui comprend une musique intense, des bruits de vagues, de bois qui craque, les cris de désespoirs de Geppetto, mais aussi des images terrifiantes comme les poissons tentant de nager à contre-courant, l'énorme gueule du cétacé, le tout dans un décor lui aussi sombre.
À l'opposé quelques scènes sont plus légères, comme :
- l'atelier de Geppetto « prenant vie » avec les boites à musique ;
- les débuts dans le monde du spectacle de Pinocchio chez Stromboli ;
- celle sous-marine, bien qu'irréaliste et empreinte des émotions précédentes, dans laquelle Pinocchio s'émerveille de la grandeur du lieu.

Ce film est aussi l'un des rares où les méchants ne disparaissent pas au sens de « détruits », mais sont simplement « écartés » ; on ne sait en effet pas ce que deviennent Grand Coquin, Stromboli, le Cocher ou Monstro. Neil Sinyard note que les Silly Symphonies La Danse macabre (1929) et Les Cloches de l'Enfer (1929) prouvent que Disney pouvait être macabre, sombre et que les scènes cauchemardesques sont régulièrement présentes dans les longs métrages de Disney comme Blanche-Neige (1937), Pinocchio (1940) ou Fantasia (1940). Cette présence rend futile les critiques qualifiants d'aberration les productions plus adultes des années 1980 tel que Les Yeux de la forêt (1980) ou La Foire des ténèbres (1983), le spectateur devant y voir selon Sinyard la résurgence d'une tradition remontant à La Danse macabre.

### Erreurs et incohérences
Comme à son habitude, David Koenig détaille les erreurs et incohérences persistantes, malgré la qualité du film :
- Geppetto, malgré sa réputation d'adorable faiseur de jouets montre parfois des traits de caractère peu flatteurs, comme le fait de tourmenter Figaro, de l'obliger à ouvrir la fenêtre à sa place ou de fumer la pipe dans son lit ;
- dans la scène où Geppetto se met au lit, la fenêtre est située sur la gauche mais dans les scènes de loin, elle se retrouve à droite ;
- Grand Coquin s'étonne de voir une marionnette parler et bouger sans ficelles alors qu'il est lui-même un renard anthropomorphe en costume ;
- la Fée bleue promet de ne plus aider Pinocchio, mais c'est elle qui dépose la lettre indiquant le départ de Geppetto, bien que la scène ait été coupée au montage ;
- Pinocchio respire et parle sans problème sous l'eau lors de son périple sous-marin, mais doit recracher de l'eau pour éviter la noyade, lorsqu'il s'échoue sur la plage. Grant explique le premier point (mais pas le second) par le fait qu'il est une marionnette donc non vivante[64].

## Adaptations et produits dérivés

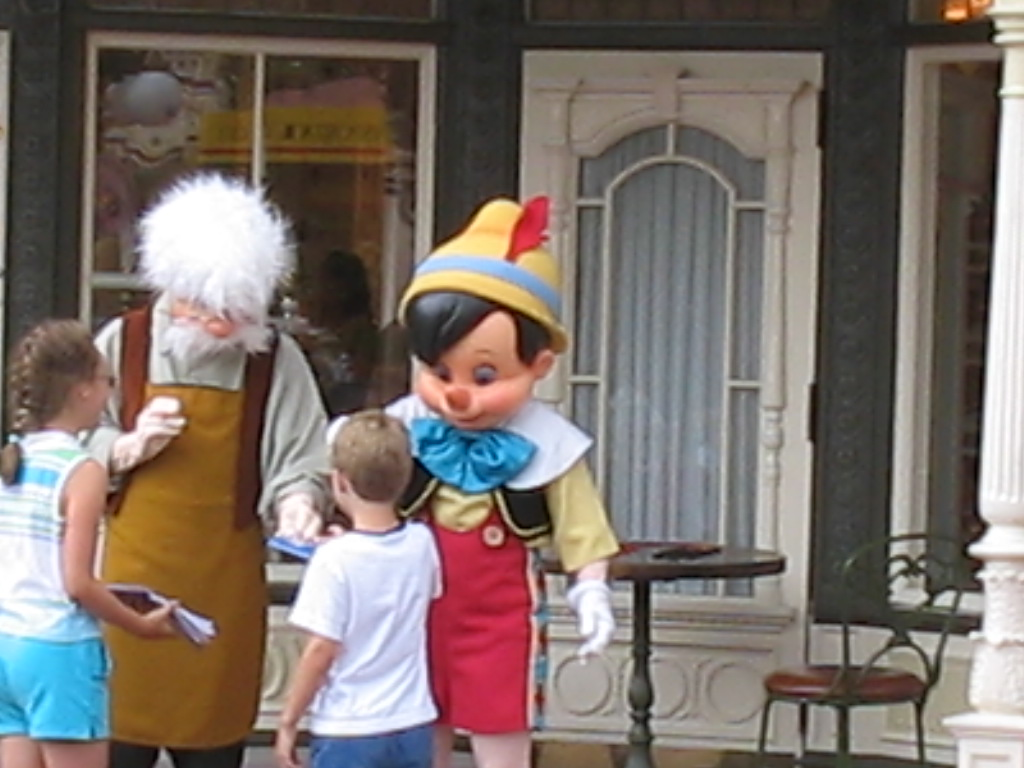
Pinocchio et Geppetto au Magic Kingdom

Le film Pinocchio a été ressorti au cinéma à l'automne 1956, ce qui a donné l'occasion à la toute nouvelle filiale Disneyland Records d'éditer des disques racontant l'histoire du film, rapidement suivis par ceux d'autres productions. En 1963, Disney lance des versions comprenant un livret et un disque de l'histoire, celle de Pinocchio est publiée lors de la seconde vague en 1966.
Parmi les nombreux insignes militaires créés par le studio Disney durant la Seconde Guerre mondiale pour les troupes américaines, Jiminy Cricket a servi d'emblème pour une unité d'aumôniers, mais il reste loin derrière le personnage de Donald Duck présent sur plus de 400 insignes.

### Films, séries et documentaires
Le personnage de Jiminy Cricket a été rapidement réutilisé dans des longs métrages et des courts métrages, il apparaît en tant que présentateur-narrateur de Coquin de printemps en 1947 puis dans plusieurs séries de courts métrages éducatifs dont I'm No Fool et You. La chanson I'm a Happy-Go-Lucky Fellow (« Je suis un garçon insouciant ») a été réemployée comme chanson d'ouverture pour Coquin de printemps à nouveau chantée par Jiminy,,, de plus la séquence comprend le poisson rouge Cléo.
De même, le personnage de Figaro le chaton, a été réutilisé dans des courts métrages, principalement au côté de Minnie Mouse ainsi que dans sa propre série ne comprenant que trois épisodes.
En septembre 1978, un court métrage éducatif des studios Disney, Pinocchio: A Lesson in Honesty a été réalisé sur le thème du mensonge.
Dans Qui veut la peau de Roger Rabbit (1988), Pinocchio et Grand Coquin apparaissent lors de la scène finale. De même Pinocchio fait un caméo dans le film Aladdin (1992).
Les personnages de Pinocchio apparaissent régulièrement dans les épisodes de Disney's tous en boîte. Un épisode a même été consacré à Jiminy, devenu la conscience de Mickey Mouse.
Pinocchio a également fait des apparitions dans d'autres longs-métrages d'animation de Disney, Aladdin et Raiponce.
Le 13 janvier 2019, Seamus McGarvey indique que Paul King réalisateur de Paddington et Paddington 2 ne travaille plus sur le remake en prise de vues réelles du film Pinocchio (1940), la production étant suspendue,. Réalisé par Robert Zemeckis, le remake Pinocchio sortira en 2022.

### Bandes dessinées
Poursuivant la tradition entamée avec Blanche-Neige, les studios Disney ont publié dans la presse l'histoire basée sur le film avant sa sortie officielle, sous forme dominicale entre le 24 décembre 1939 et le 7 avril 1940. Le scénario était de Merrill De Maris, les crayonnés d'Hank Porter et l'encrage de Bob Grant.
Une adaptation en bande dessinée a été publié en janvier 1979 dans le magazine Walt Disney Showcase.

### Parcs d'attractions
D'après Robin Allan, en raison de l'étude des marionnettes durant son séjour en Europe en 1935, Disney se serait passionné pour les personnages miniatures mécaniques qui donneront des années plus tard les Audio-animatronics.
Lors de la conception de Disneyland au début des années 1950, une attraction basée sur Pinocchio avait été développée sous la forme d'un « Shoot the Chute » avec visite de l'intérieur de Monstro et chute depuis sa langue. Pour des raisons financières, elle ne fut pas construite mais l'idée de Monstro fut réappliquée en juin 1956 à l'attraction Canal Boats of the World, rebaptisée Storybook Land Canal. Ce n'est qu'en 1976, avec le projet de rénovation de Fantasyland et celui de Tokyo Disneyland, tous deux ouverts en 1983, qu'un parcours scénique sur Pinocchio a vu le jour, Pinocchio's Daring Journey.
Dans les parcs Disney Pinocchio est aujourd'hui présent sous la forme :
- d'une attraction intitulée Pinocchio's Daring Journey ou Les Voyages de Pinocchio à Disneyland, Parc Disneyland et Tokyo Disneyland ;
- d'une attraction intitulée Storybook Land Canal à Disneyland, dans laquelle on retrouve la baleine Monstro ;
- d'un restaurant du Magic Kingdom, Pinocchio Village Haus, servant des pizzas et des macaronis au fromage[180] ;
- de personnages sortant régulièrement dans les parcs et les parades.

### Spectacles
- Un spectacle de Disney on Ice nommé Disney on Ice starring Pinocchio a été présenté entre 1987 et 1992 aux États-Unis et dans quelques pays à l'international. Un extrait de ce spectacle est inclus dans Disney On Ice: 100 Years of Magic.
- Le 25 janvier 2017, Disney Theatrical prévoit une comédie musicale Pinocchio dirigée par John Tiffany et Dennis Kelly dont la première se fera en décembre 2017 au Lyttelton Theatre du Royal National Theatre à Londres[181].

### Jeux vidéo
- Le film a été adapté en 1995 en jeu vidéo sous le nom Pinocchio sur Sega Genesis et Super Nintendo.
- L'univers de Pinocchio a servi de trame à la série de jeux de simulation de vie Wonder Project J édité par Enix.
- L'univers de Pinocchio est présent dans la saga vidéoludique Kingdom Hearts, fruit de la collaboration des studios Disney et Square Enix.
  - Dans Kingdom Hearts (2002), l'un des mondes que le héros, Sora, visite, est Monstro (le vaisseau dans lequel Sora voyage est avalé par le cachalot sur la route qui le conduit au Pays Imaginaire). Dans Monstro, Sora, Donald, Dingo et Jiminy rencontrent Geppetto et Pinocchio, mais Pinocchio disparaît rapidement, en suivant un inconnu. Il s'avère par la suite que cet inconnu est le meilleur ami de Sora, Riku, qui cherche à savoir comment un pantin de bois réagirait s'il perdait son cœur. Sora les poursuit à travers le système digestif de Monstro jusque dans l'estomac où il sauve Pinocchio du Sans-Cœur auquel Riku l'a livré et le ramène à son père. Par la suite, Sora pourra retrouver Geppetto et Pinocchio à la Ville de Traverse où Geppetto a ouvert un atelier. Il offre à Sora une nouvelle arme nommée « Bonne Étoile », et le récompense régulièrement en lui offrant des plans pour améliorer son vaisseau.
  - Jiminy Cricket, lui, est un personnage récurrent de la série. Il est le chroniqueur royal du Château Disney et sur ordre de la Reine Minnie, il va suivre Sora, Donald et Dingo tout le long de leurs aventures en consignant tout dans un journal. Le « Carnet de Jiminy », dans lequel se retrouvent les fiches de personnages, le résumé des aventures de Sora, le récapitulatif des mini-jeux, des objectifs atteints ou non et des coffres ouverts ou pas, apparaît dans tous les opus de la série dont le personnage principal est Sora: Kingdom Hearts, Kingdom Hearts 2 (2005) et Kingdom Hearts: Chain of Memories (2004). Il a même un rôle crucial dans celui-ci, puisque le jeu tourne autour de la mémoire de Sora qui s'efface peu à peu, et Jiminy s'aperçoit au début du jeu, avec horreur, que tout le contenu son journal si soigneusement tenu s'est complètement effacé ! Le carnet de Jiminy a aussi un rôle très important dans Kingdom Hearts: Coded (2010) puisque c'est « à l'intérieur » même du Carnet que se déroule le jeu: le Roi Mickey l'a fait numériser et envoie dedans une copie nommée Data-Sora qui va traquer les bugs et réparer les données corrompues par les Sans-Cœur.
  - Les seuls opus dans lesquels Jiminy n'apparaît pas sont Kingdom Hearts: 358/2 Days (2009) dont le protagoniste n'est pas Sora mais Roxas, et Kingdom Hearts: Birth by Sleep (2010) dont les personnages principaux sont Ventus, Terra et Aqua.

#### Monographie
- Pierre Lambert, Pinocchio, France, Démons et Merveilles, novembre 1995, 236 p., relié (ISBN 2950781837)
- Laurent Quinton, Deux fils. Pinocchio (Walt Disney, 1940) suivi de Frankenstein (Universal, 1931), Rennes, Editions Pontcerq, 2021, 120 p.

#### Ouvrages sur l'animation chez Disney
- (en) John Grant, The Encyclopedia of Walt Disney's Animated Characters: From Mickey Mouse to Aladdin, New York, Hyperion Books, 1993, 384 p., broché [détail de l’édition] (ISBN 1562829041)
- (en) Leonard Maltin, The Disney Films : 3rd Edition, New York, Hyperion Books, 1995, 384 p., broché [détail de l’édition] (ISBN 0-7868-8137-2)
- Robin Allan, Walt Disney and Europe, 1999 [détail de l’édition]
- Il était une fois Walt Disney : Aux sources de l'art des studios Disney, 2006 [détail de l’édition]
- Pierre Lambert, Walt Disney, l'âge d'or, France, Démons et Merveilles, 2006, 258 p., relié [détail de l’édition] (ISBN 2-9507818-8-8)